# إي. بي. دين
إي. بي. دين (بالإنجليزية: E. B. Dean) هو سياسي أمريكي، ولد في 3 ديسمبر 1842 في مقاطعة إيروكوي في الولايات المتحدة، وتوفي في 12 ديسمبر 1917 في مقاطعة سونوما في الولايات المتحدة. حزبياً، نشط في الحزب الجمهوري. وقد انتخب عضو مجلس نواب واشنطن.